# Ovotestis
Um ovotestis é uma das gônadas tanto com aspectos testiculares como ovarianos. Em humanos, ovotestis são uma variação biológica associada com disgenesia gonadal.

## Em gastrópodes

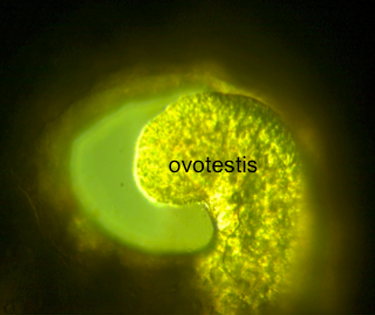
Ovotestis de um caramujo de água doce Biomphalaria glabrata. A área ao redor do ovotestis é hepatopâncreas. (10 × ampliação)

Ovotestis ou glândula hermafrodita (em latim: glandula hermaphroditica), pode ser encontrado como características anatômicas normais no sistema reprodutivo de alguns gastrópodes tais como o caracol da terra Helix aspersa.

## Toupeiras
A evolução concedeu à toupeira fêmea uma dose de “fúria por esteróides” para a ajudar a lutar pela sobrevivência subterrânea, colocando alguns testículos nos ovários – um exemplo único de anatomia chamado ovotestis.
Os ovotestis libertam óvulos para fertilização, mas têm também um pedaço de tecido testicular preso de um lado. Apesar de não serem capazes de gerar espermatozóides, possuem células de Leydig que produzem uma porção de andrógenos para o desenvolvimento do sistema reprodutor masculino e hormonas sexuais masculinas.